# Pîlîpovîci, Borodeanka
Pîlîpovîci (în ucraineană Пилиповичі) este o comună în raionul Borodeanka, regiunea Kiev, Ucraina, formată numai din satul de reședință.

## Demografie
Componența lingvistică a comunei Pîlîpovîci
     Ucraineană (98,34%)
     Rusă (1,66%)
Conform recensământului din 2001, majoritatea populației comunei Pîlîpovîci era vorbitoare de ucraineană (98,34%), existând în minoritate și vorbitori de rusă (1,66%).